# Marco Armiliato
Marco Armiliato (Genova, 1967) è un direttore d'orchestra italiano.

## Biografia
Si è diplomato in pianoforte al Conservatorio Niccolò Paganini di Genova. Dopo aver lavorato per alcuni anni come Maestro di pianoforte in diversi teatri d'opera, ha debuttato come direttore d'orchestra nel 1989 a Lima, con l'opera L'elisir d'amore di Donizetti. In seguito è stato direttore d'orchestra in numerosi teatri d'opera del mondo.
Alla Metropolitan Opera House di New York ha diretto le opere Il trovatore, La bohème, Stiffelio, Madama Butterfly, Sly, Aida, Turandot, Rigoletto.
Alla San Francisco Opera ha diretto La Bohème, Madama Butterfly, Turandot, La traviata, Tosca, Aida, La favorita, Il trovatore e Cavalleria rusticana.
Alla Wiener Staatsoper ha diretto le opere Tosca, Fedora, Il barbiere di Siviglia, La Favorita, Jérusalem, Turandot, Andrea Chénier, Cavalleria rusticana, Pagliacci, Stiffelio, La Traviata, Manon Lescaut, Carmen.
Nel dicembre del 2019 è stato nominato Ehrenmitglied der Wiener Staatsoper
È fratello del tenore Fabio Armiliato.